# Museo de Arte Moderno de Caracas
El Museo de Arte Moderno de Caracas fue un proyecto de museo de arte en Caracas, Venezuela. Su diseño, en forma de pirámide invertida, se propuso ubicarlo en un acantilado en el barrio de Colinas de Bello Monte, muy por encima de la Zona Centro de Caracas. La estructura propuesta sería completamente opaca, sin conexión visual con su entorno desde el interior; la luz natural solo entraría al edificio a través de un techo de cristal. Fue diseñado entre 1954 y 1955 por Oscar Niemeyer y nunca se realizó.